# Wolha Iwanawa
Wolha Barysauna Iwanawa (biał. Вольга Барысаўна Іванава, ros. Ольга Борисовна Иванова, Olga Borisowna Iwanowa; ur. 3 października 1949 w Rudni w obwodzie smoleńskim) – białoruska inżynier technolog i polityk, w latach 1997–2000 członkini Rady Republiki Zgromadzenia Narodowego Republiki Białorusi I kadencji.

## Życiorys
Urodziła się 3 października 1949 roku w mieście Rudnia w obwodzie smoleńskim Rosyjskiej FSRR, ZSRR. W 1971 roku ukończyła Witebski Technologiczny Instytut Przemysłu Lekkiego, uzyskując wykształcenie inżynier technolog, w 1996 roku – Akademię Zarządzania przy Prezydencie Republiki Białorusi, uzyskując wykształcenie menedżer ekonomistki. W latach 1971–1987 pracowała jako inżynier technolog, kierowniczka wydziału. W latach 1987–1994 była dyrektorem Fabryki Odzieżowej „Komsomołka”. Od 1994 roku pełniła funkcję dyrektor Firmy Odzieżowej „Junona” w Mołodecznie.
13 stycznia 1997 roku została członkinią nowo utworzonej Rady Republiki Zgromadzenia Narodowego Republiki Białorusi I kadencji. Od 22 stycznia pełniła w niej funkcję członkini Stałej Komisji ds. Polityki Regionalnej. Jej kadencja zakończyła się 19 grudnia 2000 roku.

## Życie prywatne
Wolha Iwanawa jest mężatką, ma dwoje dzieci.